# Aethus indicus
Aethus indicus är en insektsart som först beskrevs av John Obadiah Westwood 1837.  Aethus indicus ingår i släktet Aethus och familjen taggbeningar. Inga underarter finns listade i Catalogue of Life.